# Naturschutzgebiet Stadtwald (Bad Salzuflen)

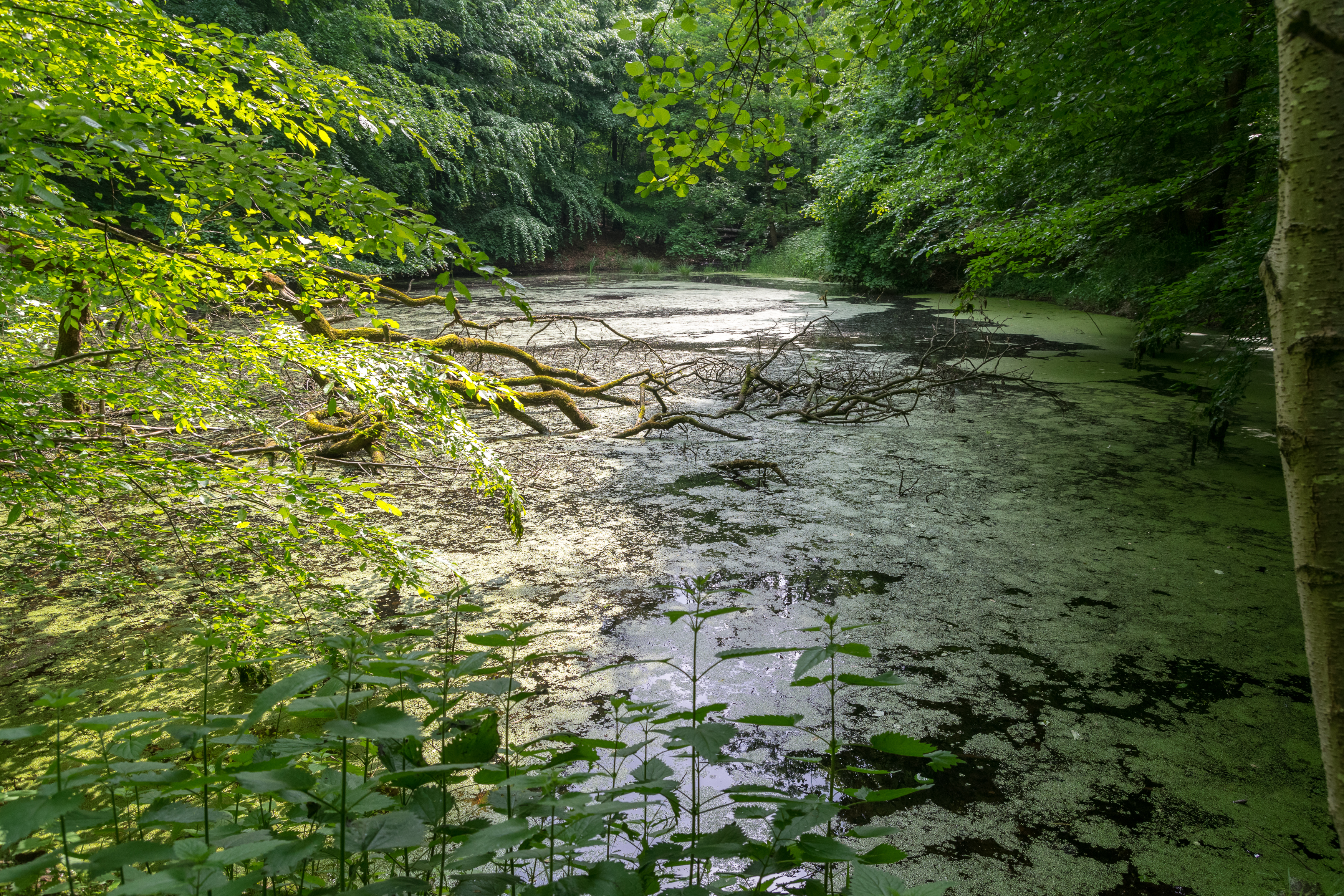
Großer Kellerteich

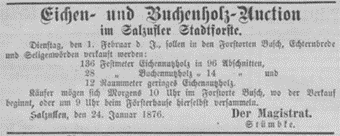
Anzeige "Eichen- und Buchenholz-Auction" im heutigen Stadtwald (1876)

Das Naturschutzgebiet Stadtwald ist ein 2002 durch das Regierungspräsidium Detmold ausgewiesenes Naturschutzgebiet (NSG-Nummer LIP–041) im Norden der nordrhein-westfälischen Stadt Bad Salzuflen im Kreis Lippe in Deutschland.

## Lage
Das rund 142 Hektar große Naturschutzgebiet Stadtwald gehört naturräumlich zum Lippischen Bergland. Seine drei Teilgebiete erstrecken sich nordwestlich der Bad Salzufler Ortsmitte entlang der Bundesautobahn 2.
Das Gebiet ist Teil des 211 Hektar großen Natura 2000-Gebiets „Wald nördlich Bad Salzuflen“ (DE-3818-302).
Flur- und Wegenamen wie Sugenpad (= Schweinepfad) oder Schaftrift erinnern an die Zeit der Waldmast, als Schweine, Schafe und Rinder täglich zur Mast in den Hudewald getrieben wurden. Hier fanden sie Bucheckern, Eicheln, Gewürm und Gräser, Käfer, Kräuter, Pilze und Wurzeln.

### Geologie
Geologisch liegt der Stadtwald in einem reinen Keupergebiet, das vor etwa 235 bis 199,6 Millionen Jahren entstanden ist, und heute von einer wohl in der letzten Kaltzeit angewehten Lößlehmschicht überlagert ist.

### Klima
Die Jahresmitteltemperatur von 9,3 °C und die mittlere Niederschlagsmenge von 783 mm ergeben in Summe das für Mitteleuropa typische gemäßigte humide Klima mit seinem Niederschlagsmaximum im Sommer.

### Grenzsteine
Entlang der ehemaligen Grenze des Fürstent(h)ums Lippe zum Freistaat Preußen bzw. der Grafschaft Ravensberg stehen rund 50 Landesgrenzsteine, die als Baudenkmale in die Denkmallisten von Bad Salzuflen, Herford und Vlotho eingetragen worden sind. Im Stadtwald sind unter anderem noch die Grenzsteine „GR-63“, „GR-64“, „GR-65“, „GR-67“ sowie „GR-72“ vorhanden.

## Beschreibung
Das Schutzgebiet Stadtwald als Teil des seit 1502 der Stadt Salzuflen gehörenden Forstes wird als ein großes, strukturreiches Waldgebiet am Obernberg mit naturnahen Buchenwaldbeständen sowie Eichen-Hainbuchenwald, Nadelwaldkomplex, Quellbereichen, Bachtälern (unter anderem Steinsiekbach und Bocksieksbach) und einer Reihe von Waldteichen beschrieben.

## Schutzzweck
Wesentlicher Schutzzweck ist die Sicherung der Lebensraumqualitäten für das Große Mausohr und andere Fledermausarten, durch Erhaltung und Optimierung der strukturreichen Wälder mit strauch- und totholzreichen Altholzbeständen, blütenreichen Wegsäumen und unterschiedlich gestaffelten Waldbeständen bzw. Waldrändern. Weitere Entwicklungsziele beziehen sich auf die Erhaltung der verschiedenen, im Wald vertretenen Waldgesellschaften, die Erhöhung des Laubwaldanteiles sowie die Erhaltung und Optimierung der Stillgewässer.

### Zusammenhang mit anderen Schutzgebieten
Entlang des Bocksiekbachs sind Teile als Landschaftsschutzgebiet „Bocksieksbach / Finnebach“ ausgewiesen. Am Südrand des Stadtforsts, zwischen Schwaghof, Golfplatz und Forsthausweg ist das Landschaftsschutzgebiet „Schwaghofbachtal“ ausgewiesen.

## Biotoptypen
Im Naturschutzgebiet Stadtwald sind die Biotoptypen Ahornmischwald, Birken-Eichenmischwald, Bachbegleitender Erlenwald, Buchenwald, Buchen-Eichenmischwald, Eichenwald, Eichen-Buchenmischwald, Eichen-Hainbuchenmischwald, Fichtenwald, Großseggenried, Kiefernwald, Lärchenmischwald, Nadelbaum-Buchenmischwald, Quellbach, Quelle/Quellbereich, Straßenböschung und Teich bezeichnet.

## Flora und Fauna

### Flora
Aus der schützenswerten Flora sind folgende Arten (Auswahl) zu nennen:
- Enzianartige
  - Waldmeister (Galium odoratum)
- Froschlöffelartige
  - Gefleckter Aronstab (Arum maculatum)
- Kardenartige
  - Echter Baldrian oder „Großer Baldrian“ (Valeriana officinalis)
  - Moschuskraut (Adoxa moschatellina)
- Lippenblütlerartige
  - Gundermann (Glechoma hederacea)
  - Knotige Braunwurz oder „Knoten-Braunwurz“ (Scrophularia nodosa)
  - Roter Fingerhut (Digitalis purpurea)
- Myrtenartige
  - Großes Hexenkraut (Circaea lutetiana)
- Rosenartige
  - Echte Nelkenwurz (Geum urbanum)
- Sauerkleeartige
  - Waldsauerklee (Oxalis acetosella)
- Storchschnabelartige
  - Ruprechtskraut oder Stinkender Storchschnabel (Geranium robertianum)
- Süßgrasartige
  - Ästiger Igelkolben (Sparganium erectum)
  - Draht-Schmiele (Deschampsia flexuosa)
  - Gewöhnlicher Rot-Schwingel (Festuca rubra)
  - Knick-Fuchsschwanzgras (Alopecurus geniculatus)
  - Wald-Flattergras oder „Waldhirse“ (Milium effusum)
- Tüpfelfarnartige
  - Adlerfarn (Pteridium aquilinum)

### Fauna
Aus der schützenswerten Fauna sind folgende Spezies (Auswahl) zu nennen:
Amphibien
- Echte Frösche
  - Grasfrosch (Rana temporaria)
- Echte Salamander
  - Bergmolch oder „Alpenmolch“ (Ichthyosaura alpestris)
  - Fadenmolch (Lissotriton helveticus)
  - Gebänderter Feuersalamander (Salamandra salamandra terrestris)
  - Nördlicher Kammmolch (Triturus cristatus)
  - Teichmolch (Lissotriton vulgaris)
- Kröten
  - Erdkröte (Bufo bufo)

Fische
- Weißfische
  - Moderlieschen (Leucaspius delineatus)

Insekten
- Libellen

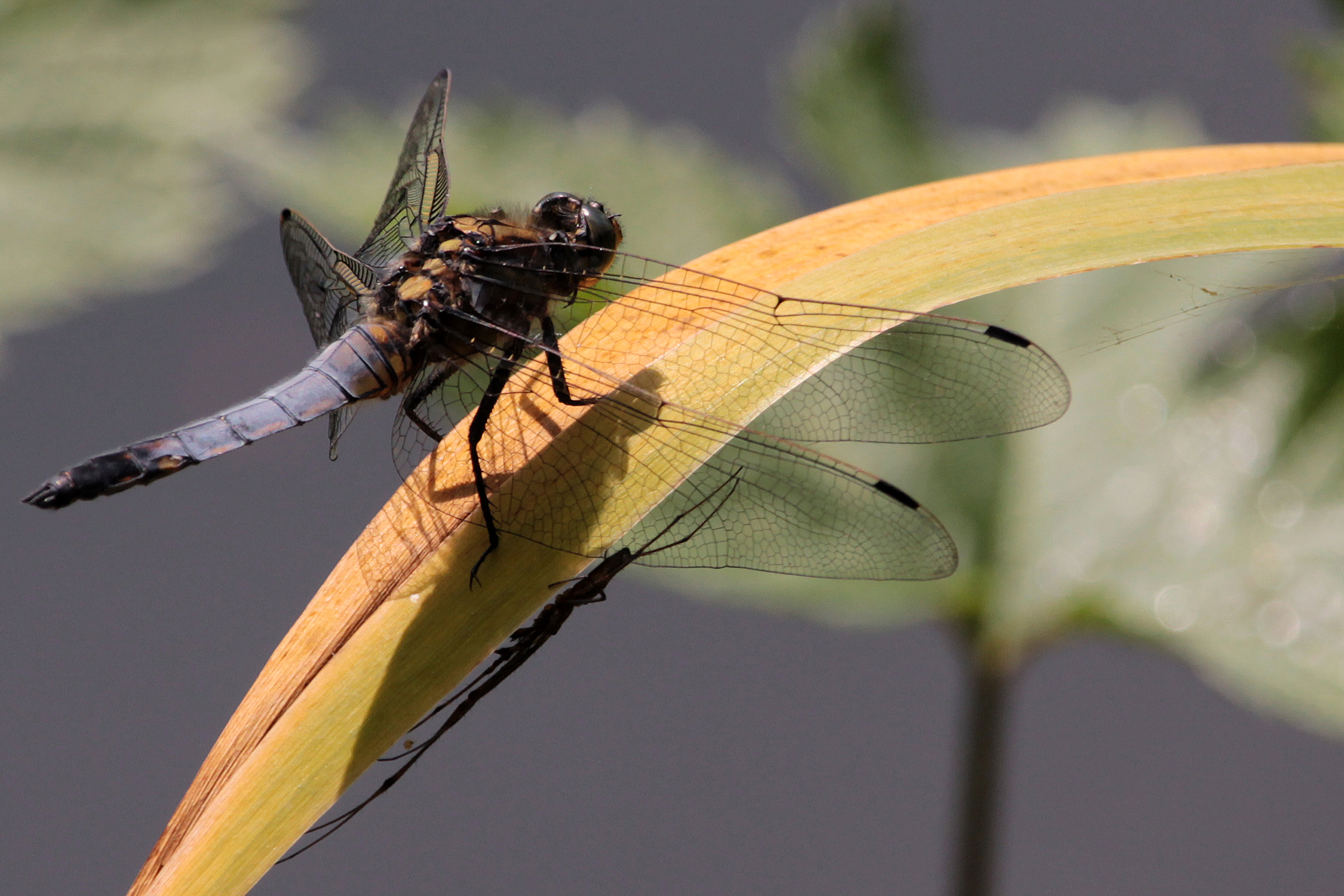
Großer Blaupfeil

  - Blaugrüne Mosaikjungfer (Aeshna cyanea)
  - Frühe Adonislibelle oder „Frühe Adonisjungfer“ (Pyrrhosoma nymphula)
  - Gemeine Becherjungfer (Enallagma cyathigerum)
  - Gemeine Binsenjungfer (Lestes sponsa)
  - Große Königslibelle (Anax imperator)
  - Große Pechlibelle (Ischnura elegans)
  - Großer Blaupfeil (Orthetrum cancellatum)
  - Herbst-Mosaikjungfer (Aeshna mixta)
  - Hufeisen-Azurjungfer (Coenagrion puella)
  - Pokaljungfer oder „Saphirauge“ (Erythromma lindenii)

Reptilien
- Echte Eidechsen
  - Waldeidechse, „Bergeidechse“ oder „Mooreidechse“ (Zootoca vivipara)
- Schleichen
  - Blindschleiche (Anguis fragilis)

Säugetiere
- Fledermäuse
  - Abendsegler (Nyctalus noctula)

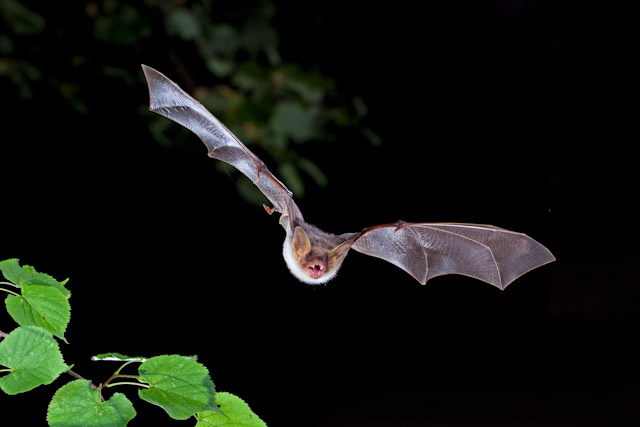
Großes Mausohr im Flug

  - Bechsteinfledermaus (Myotis bechsteinii)
  - Braunes Langohr (Plecotus auritus)
  - Fransenfledermaus (Myotis natteri)
  - Große Bartfledermaus (Myotis brandti)
  - Großes Mausohr (Myotis myotis)
  - Kleiner Abendsegler (Nyctalus leisleri)
  - Teichfledermaus (Myotis dasycneme)
  - Wasserfledermaus (Myotis daubentonii)
  - Zwergfledermaus (Pipistrellus pipistrellus)

Aufgrund des Strukturreichtums in diesem Waldbereich finden Fledermäuse ideale Bedingungen für die Insektenjagd vor. Für das Große Mausohr ist er ein sehr bedeutendes Zwischenquartiergebiet in Nordrhein-Westfalen, das diese seltene Fledermausart auf ihren Wanderungen zwischen den Sommerquartieren bzw. Wochenstuben in Gebäuden und ihren Überwinterungsorten in Höhlen oder Stollen aufsucht.
- Insektenfresser
  - Braunbrustigel (Erinaceus europaeus)
  - Waldspitzmaus (Sorex araneus)
  - Wasserspitzmaus (Neomys fodiens)
- Marder
  - Baummarder oder „Edelmarder“ (Martes martes)

Vögel
- Eulen
  - Waldkauz (Strix aluco)
  - Waldohreule (Asio otus)
- Grasmückenartige
  - Klappergrasmücke oder „Zaungrasmücke“ (Sylvia curruca)

- Meisen
  - Blaumeise (Cyanistes caeruleus)

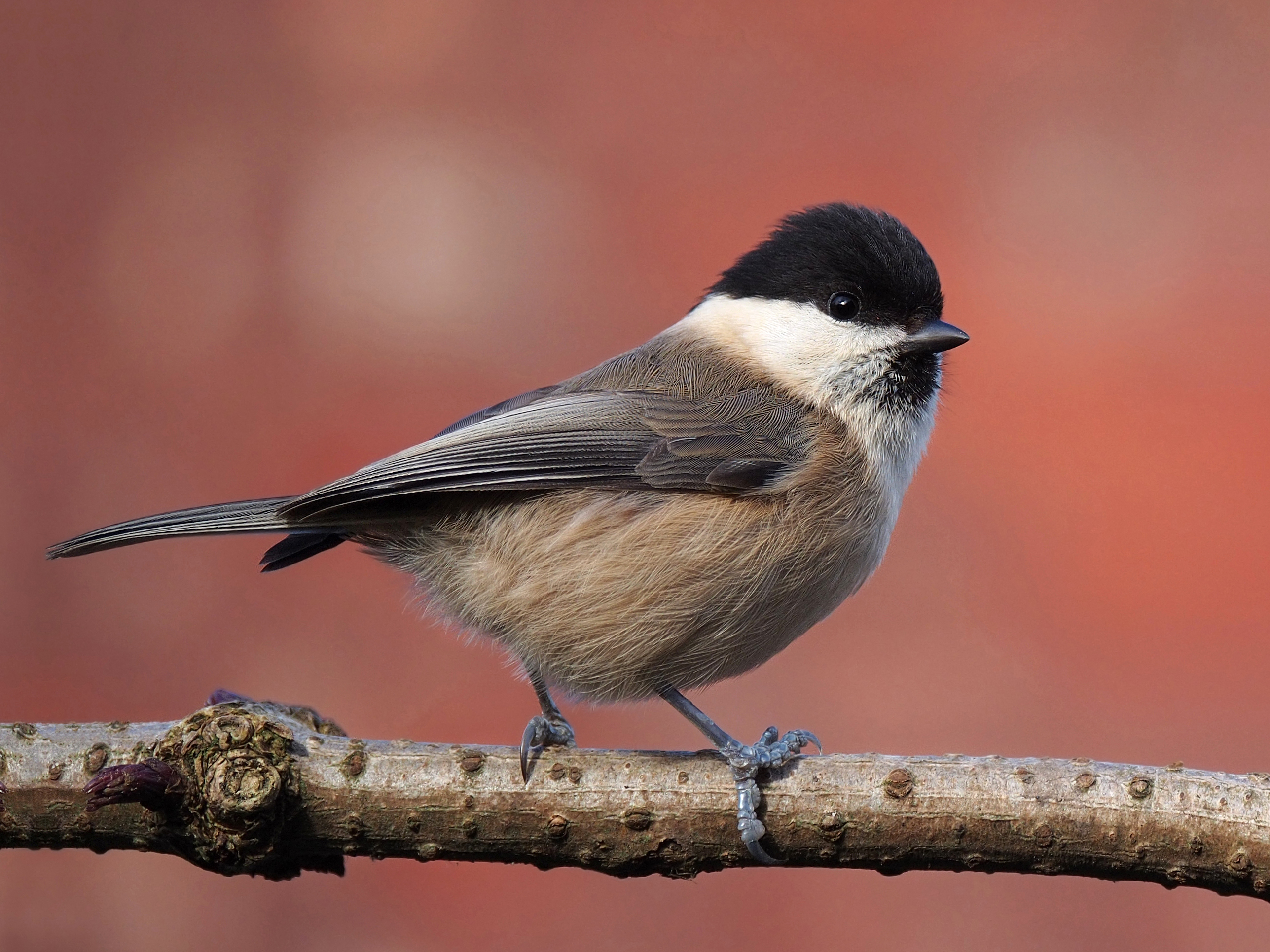
Weidenmeise

  - Haubenmeise (Lophophanes cristatus)
  - Kohlmeise (Parus major)
  - Schwanzmeise (Aegithalos caudatus)
  - Sumpfmeise oder „Nonnenmeise“ (Poecile palustris)
  - Tannenmeise (Periparus ater)
  - Weidenmeise oder „Mönchsmeise“ (Poecile montanus)
- Spechte
  - Buntspecht (Dendrocopos major)
  - Grünspecht (Picus viridis)
  - Kleinspecht (Dryobates minor)
  - Mittelspecht (Picoides medius)
  - Schwarzspecht (Dryocopus martius)